# Komidżan
Komidżan (perski: كميجان) – miasto w zachodnim Iranie, w ostanie Markazi. W 2006 roku miasto liczyło 7358 mieszkańców w 2004 rodzinach.